# Ставрула Ксулиду
Ставру̀ла Йоа̀ни Ксулѝду (на гръцки: Σταυρούλα Ιωάννη Ξουλίδου) е гръцки политик, депутат в Гръцкия парламент от 2012 до 2015 година.

## Биография
Родена е на 2 септември 1965 година в македонското градче Кожани (Козани). От 1971 година живее в Солун. В 1983 година завършва 13 гимназия в Солун, а в 1987 година Богословския факултет на Солунския университет. Работи в издателства и рекламни агенции. Преподава богословие в средни училища. В 1997 - 1998 година няколко пъти е залавяна в дребни кражби и признава, че страда от клептомания.
На изборите през май 2012, юни 2012 и януари 2015 година е избрана от Независими гърци от Втори Солунски район за депутат.